# Facundo Pellistri
Facundo Pellistri Rebollo (Montevideo, 2001. december 20. –) válogatott uruguayi labdarúgó, szélső és középpályás, a Panathinaikósz játékosa.

## Pályafutása

### Klubcsapatokban

#### Fiatalkora
Facundo Pellistri Montevideo városában született és a helyi La Picada csapatánál kezdte pályafutását, majd a River Plate akadémiájához csatlakozott. 2012-ben lett a Peñarol játékosa, ahol 2019-ben került fel a felnőtt csapat keretéhez. 2019. augusztus 11-én mutatkozott be az uruguayi élvonalban egy Defensor Sporting elleni 2–2-es bajnokin. Első bajnoki gólját 2019. november 6-án szerezte a Cerro ellen 3–1-re megnyert mérkőzésen. Pályára lépett a Nacional elleni döntő mindkét mérkőzésén, de csapata alulmaradt riválisával szemben. A 2019-es szezonban húsz tétmérkőzésen kapott lehetőséget.

#### Manchester United
2020 októberében a Manchester United igazolta le, sajtóértesülések szerint 10 millió font ellenében. Pellistri öt plusz egy évre írt alá. Két mérkőzésen játszott az előszezonban, mindkettőben gólt szerzett. Az elsőt a Derby County ellen lőtte 2021. július 18-án. 2022. július 12-én gólt szerzett Bangkokban a Liverpool elleni 4–0-ás győzelem során. 2023. január 10-én mutatkozott be a felnőtt csapatban, az FA-Kupa harmadik fordulójában, a Charlton Athletic ellen, Anthony Elanga cseréjeként. Gólpasszt adott Marcus Rashford első góljához. A bajnokságban február 8-án mutatkozott be, Alejandro Garnacho cseréjeként. Először kezdőként az Európa-liga nyolcaddöntője visszavágójában szerepelt a Real Betis ellen.

##### Kölcsönben az Alavés csapatában
2021. január 31-én a szezon hátralevő részére a spanyol élvonalbeli Deportivo Alavéshez került kölcsönbe. A A 2021–2022-es szezonra szintén az Alavés-hez került, ugyancsak kölcsönbe. Február 3-án mutatkozott be a Las Palmas ellen, majd második bajnokiján, az FC Barcelona ellen gólt szerzett és gólpasszt is adott.

### Panathinaikósz
2024. augusztus 21-én Pellistri a görög élvonalbeli Panathinaikószhoz írt alá négy évre szóló szerződést. A görögök klubrekordnak számító 6 millió eurót fizetett érte, a Manchester United pedig 45%-os részesedést egy esetleges továbbértékesítésből, illetve három évre szóló visszavásárlási opciót is rögzített a szerződésben.

### A válogatottban
Kétszeres utánpótlás válogatott, 2017-ben lépett pályára az U16-os csapatban. 2022. január 7-én hívták be először a felnőtt csapatba, a Paraguay és a Venezuela elleni világbajnoki selejtezőkre. Január 27-én mutatkozott be a válogatottban, a Paraguay elleni győzelem során. Behívták a 2022-es világbajnokságra utazó csapatba és a válogatott első mérkőzésén Dél-Korea ellen kezdőként szerepelt.

## Statisztika

### Klubcsapatokban
2024. augusztus 10-én frissítve.
| Klub                  | Szezon         | Bajnokság        | Bajnokság | Bajnokság | Országos kupa | Országos kupa | Ligakupa | Ligakupa | Nemzetközi kupa | Nemzetközi kupa | Egyéb | Egyéb | Összesen | Összesen |
| Klub                  | Szezon         | Bajnokság        | P.        | Gól       | P.            | Gól           | P.       | Gól      | P.              | Gól             | P.    | Gól   | P.       | Gól      |
| --------------------- | -------------- | ---------------- | --------- | --------- | ------------- | ------------- | -------- | -------- | --------------- | --------------- | ----- | ----- | -------- | -------- |
| Peñarol               | 2019           | Primera División | 18        | 1         | —             | —             | —        | —        | 0               | 0               | 2     | 0     | 20       | 1        |
| Peñarol               | 2020           | Primera División | 12        | 0         | —             | —             | —        | —        | 5               | 1               | —     | —     | 17       | 1        |
| Peñarol               | Összesen       | Összesen         | 30        | 1         | 0             | 0             | 0        | 0        | 5               | 1               | 2     | 0     | 37       | 2        |
| Manchester United U21 | 2020–21        | —                | —         | —         | —             | —             | —        | —        | —               | —               | 2     | 1     | 2        | 1        |
| Manchester United U21 | 2022–23        | —                | —         | —         | —             | —             | —        | —        | —               | —               | 1     | 0     | 1        | 0        |
| Manchester United U21 | Összes         | Összes           | —         | —         | —             | —             | —        | —        | —               | —               | 3     | 1     | 3        | 1        |
| Manchester United     | 2020–21        | Premier League   | 0         | 0         | 0             | 0             | 0        | 0        | 0               | 0               | —     | —     | 0        | 0        |
| Manchester United     | 2021–22        | Premier League   | 0         | 0         | 0             | 0             | 0        | 0        | 0               | 0               | —     | —     | 0        | 0        |
| Manchester United     | 2022–23        | Premier League   | 4         | 0         | 1             | 0             | 2        | 0        | 3               | 0               | —     | —     | 10       | 0        |
| Manchester United     | 2023–24        | Premier League   | 9         | 0         | 1             | 0             | 1        | 0        | 3               | 0               | —     | —     | 14       | 0        |
| Manchester United     | 2024–25        | Premier League   | 0         | 0         | 0             | 0             | 0        | 0        | 0               | 0               | 1     | 0     | 1        | 0        |
| Manchester United     | Összes         | Összes           | 13        | 0         | 2             | 0             | 3        | 0        | 6               | 0               | 1     | 0     | 25       | 0        |
| Alavés (kölcsönben)   | 2020–21        | La Liga          | 12        | 0         | 0             | 0             | —        | —        | —               | —               | —     | —     | 12       | 0        |
| Alavés (kölcsönben)   | 2021–22        | La Liga          | 21        | 0         | 2             | 0             | —        | —        | —               | —               | —     | —     | 23       | 0        |
| Alavés (kölcsönben)   | Összes         | Összes           | 33        | 0         | 2             | 0             | —        | —        | —               | —               | —     | —     | 35       | 0        |
| Granada (kölcsönben)  | 2023–24        | La Liga          | 15        | 2         | —             | —             | —        | —        | —               | —               | —     | —     | 15       | 2        |
| Karrier összes        | Karrier összes | Karrier összes   | 91        | 3         | 4             | 0             | 3        | 0        | 11              | 1               | 6     | 1     | 115      | 5        |

1. ↑  Egy pályára lépés a Torneo Clausurában és a rájátszásban.
2. ↑  Pályára lépések Copa Libertadores-ben
3. 1 2  Pályára lépések az EFL Trophy-ban

### A válogatottban
2024. március 26-i adatok szerint.
| Csapat   | Év       | Pályára lépések | Gólok |
| -------- | -------- | --------------- | ----- |
| Uruguay  | 2022     | 10              | 0     |
| Uruguay  | 2023     | 8               | 0     |
| Uruguay  | 2024     | 1               | 0     |
| Összesen | Összesen | 19              | 0     |

## Sikerek és díjak
Manchester United
- Angol ligakupa: 2022–2023
- Angol kupagyőztes: 2024

Egyéni
- Primera División – Az év csapata: 2019